# Chiesa dei Santi Jacopo e Filippo (Montecatini Terme)
La chiesa dei Santi Jacopo e Filippo (o del Carmine) si trova a Montecatini Alto, frazione di Montecatini Terme, in provincia di Pistoia.

## Storia e descrizione
Fu quasi completamente ricostruita nel 1764 in stile barocco sopra un edificio romanico, fondato nel 1296 dai Carmelitani, e presenta una facciata con tetto a capanna.
L'interno ad unica navata conserva un'acquasantiera a pila in marmo bianco scolpito (XIX secolo), una tela con Sant'Antonio da Padova e il Bambino Gesù tra due santi (fine XVI secolo), una pala-reliquiario in legno intagliato e dorato (XVIII secolo), al centro della quale è collocata una tavola trecentesca con la Madonna che allatta il Bambino, una tela settecentesca con Tobiolo e l'angelo con un santo vescovo, san Giuseppe e la Vergine col Bambino e lo Sposalizio mistico di santa Caterina con santa Barbara, piuttosto ridipinto ma attribuibile a Jacopo Vini, figlio di Sebastiano.
Al secondo altare sinistro è una tavola raffigurante San Sebastiano, opera di Bartolomeo Marinari eseguito nel 1595 per l'altare della Confraternita devota al santo. L'immagine del santo, derivata da modelli titeschi, è stata estesamente ripresa in un maldestro restauro effettuato nel 1934 dal pittore pistoiese Azeglio Tuci, dal quale si è salvata integralmente la testa e l'interessante veduta di Montecatini nello sfondo.